# Gum 19
Gum 19 — эмиссионная туманность в созвездии Паруса. Представляет собой область активного звёздообразования с большим количеством светящегося ионизированного водорода.
Огромное количество пыли внутри туманности не позволяет увидеть, что делается в её глубинах, где внутри газо-пылевых облаков и происходит рождение звёзд. RCW 34 отличается особенно высокой экстинкцией (поглощением света), поэтому почти весь видимый свет из её внутренних областей поглощается по пути к Земле.
Наблюдения в инфракрасном диапазоне, однако, позволили определить, что внутри туманности имеется множество молодых звёзд с массами гораздо меньшими, чем у Солнца. Они группируются вокруг более старых и более массивных звёзд, расположенных главным образом в центре туманности — лишь несколько виднеются по её краям. Такое распределение звёзд привело исследователей к выводу, что внутри облака происходило несколько различных эпизодов звёздообразования. Вначале образовались три гигантских звезды, и это событие послужило толчком к формированию менее массивных звёзд в их окрестностях.

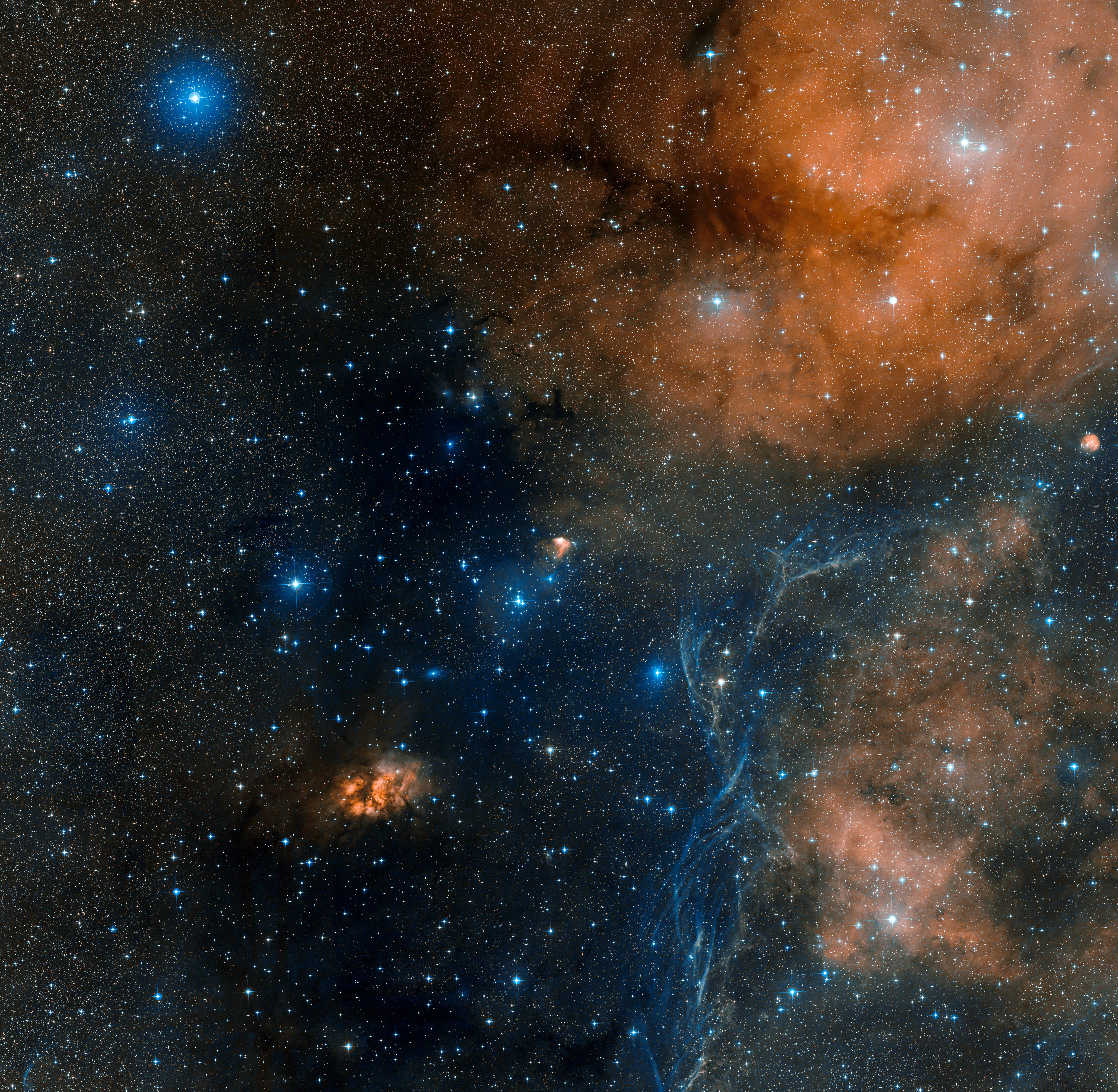
Участок неба вокруг Gum 19. Снимок составлен из полей цифрового обзора неба Digitized Sky Survey 2 и охватывает область размером 3 на 3 градуса.